# George Grizzard
George Cooper Grizzard, Jr. (ur. 1 kwietnia 1928 w Roanoke Rapids, zm. 2 października 2007 w Nowym Jorku) – amerykański aktor teatralny,  telewizyjny i filmowy, laureat nagród Grammy, Emmy i Tony.

## Wczesne lata
Urodził się w Roanoke Rapids w Karolinie Północnej jako syn Mary Winifred (z domu Albritton) i George’a Coopera Grizzarda, księgowego. Dorastał w Waszyngtonie i studiował na Uniwersytecie Karoliny Północnej w Chapel Hill.

## Kariera
W 1945 zadebiutował na scenie Crossroads Theatre w Bailey’s Crossroads w roli górnika w sztuce Kukurydza jest zielona. W latach 1950–52 występował w Arena Stage w Waszyngtonie. Następnie przeniósł się do Nowego Jorku, gdzie studiował w Neighborhood Playhouse, a w 1954 otrzymał kartę Equity. 
W 1955 trafił na Broadway w roli Hanka Griffina w melodramacie Godziny rozpaczy u boku Paula Newmana i Karla Maldena. Był częstym interpretatorem sztuk Edwarda Albee, występując w 1962 w oryginalnej produkcji Kto się boi Virginii Woolf? jako Nick, co przyniosło mu wraz z kolegami z obsady nagrodę Grammy za najlepszy album ze słowami mówionymi. W 1962 na scenie off-Broadwayu zagrał postać Josepha w spektaklu Szkoła skandalu. W 1965 powrócił na Broadway w roli syna Toma Wingfielda w sztuce Tennessee Williamsa Szklana menażeria z Patem Hingle i Piper Laurie. W 1991 wystąpił w roli Atticusa Fincha w sztuce Harper Lee Zabić drozda. W 1996 otrzymał nagrodę Tony za rolę Tobiasa w przedstawieniu Delikatna równowaga Edwarda Albee. W 2007 był nominowany do nagrody Drama League za rolę Hanka Hadleya w przedstawieniu Paula Rudnicka Regrets Only z Christine Baranski.
Na ekranie był często obsadzany w rolach polityków i ludzi władzy jako bezwzględny senator Fred van Ackerman w dramacie Ottona Premingera Burza nad Waszyngtonem (Advise and Consent, 1962) czy zdecydowany w obronie adwokat Arthur Gold w serii NBC Prawo i porządek (1992–2000). Za kreację Johna Adamsa w serialu WNET / PBS Kroniki Adamsa (The Adams Chronicles, 1976) był nominowany do nagrody Emmy. W 1980 został uhonorowany nagrodą Emmy w kategorii wybitny aktor drugoplanowy – miniserial lub film telewizyjny za rolę Floyda Kincaida w dramacie telewizyjnym NBC Najstarszy żyjący absolwent (The Oldest Living Graduate, 1980) z Henrym Fondą w roli tytułowej.

## Śmierć
Zmarł na Manhattanie w wieku 79 lat z powodu powikłań związanych z rakiem płuc.  Według jego nekrologu w „The New York Times”, do momentu własnej śmierci związany był z Williamem „Billem” Tynanem, aktorem i reporterem „Time Arts”. Grizzard przez całe życie utrzymywał swój homoseksualizm w tajemnicy.

## Filmografia

### Filmy
- 1978: Przybywa jeździec (Comes a Horseman) – Neil Atkinson
- 1980: Jak za dawnych, dobrych czasów (Seems Like Old Times) – gubernator
- 1984: Wieczór kawalerski (Bachelor Party) – Ed Thompson
- 1993: Nie w mojej rodzinie (Not in My Family/Shattering the Silence) – Malcolm Worth
- 2000: Cudowni chłopcy (Wonder Boys) – Fred Leer
- 2001: Drobne cwaniaczki (Small Time Crooks) – George Blint
- 2006: Sztandar chwały (Flags of Our Fathers) – Starszy John Bradley

### Seriale
- 1956-62: Alfred Hitchcock przedstawia (Alfred Hitchcock Presents) –	 Alan Chatterton / Hubert Winter / Ted Lambert
- 1963: Strefa mroku (The Twilight Zone) – Alan Talbot / Walter Ryder, Jr.
- 1964: Doktor Kildare (Dr. Kildare) – Douglas Martin
- 1965: Rawhide – kapitan George Ballinger
- 1978: Hawaii Five-O – Al Marsh
- 1985: Bill Cosby Show (The Cosby Show) – pan Barker
- 1985: Napisała: Morderstwo (Murder, She Wrote) – dr Aubrey Benton
- 1987: Napisała: Morderstwo (Murder, She Wrote) – prof. Tyler Stoneham
- 1988: Napisała: Morderstwo (Murder, She Wrote) – Edmund Hall
- 1989: Złotka (The Golden Girls)
- 1992–2000: Prawo i porządek (Law & Order) – Arthur Gold
- 1994: Scarlett – Henry Hamilton
- 1997–1998: Trzecia planeta od Słońca (3rd Rock from the Sun) – George Albright
- 1998: Dotyk anioła (Touched by an Angel) – Charley Nott

## Nagrody
| Rok  | Nagroda        | Kategoria                                                    | Tytuł                                                          | Inni wykonawcy                          |
| ---- | -------------- | ------------------------------------------------------------ | -------------------------------------------------------------- | --------------------------------------- |
| 1957 | Theatre World  | za rolę Angiera Duke’a                                       | Najszczęśliwszy milioner (The Happiest Millionaire)            | –                                       |
| 1964 | Nagroda Grammy | Najlepszy album mówiony                                      | Kto się boi Virginii Woolf?                                    | Melinda Dillon, Uta Hagen i Arthur Hill |
| 1980 | Nagroda Emmy   | Wybitny aktor drugoplanowy – miniserial lub film telewizyjny | Najstarszy żyjący absolwent (The Oldest Living Graduate, 1980) | –                                       |
| 1996 | Nagroda Tony   | Najlepszy aktor w sztuce                                     | Delikatna równowaga (A Delicate Balance)                       | –                                       |